# FC Rätia Bludenz
Der FC Rätia Bludenz ist ein österreichischer Fußballverein aus der Vorarlberger Stadt Bludenz. Er spielt heute in der siebtklassigen 2. Landesklasse. Der größte Erfolg gelang Rätia mit dem Aufstieg 1973 in die erstklassige Nationalliga, in welcher der Verein eine Spielgemeinschaft mit Schwarz-Weiß Bregenz einging und als FC Vorarlberg auftrat.

## Vereinsgeschichte
Der Bludenzer Verein wurde am 4. August 1919 von Hermann Kepplinger, Rudolf Mayer, Robert Wurm, Oskar Mayer, Lorenz Meyer, Xaver Mäser, Hubert Wolfinger, Otto Depunt, Ferdinand Walser, Otto Säly sen., Max Troppmayr, Josef Fritz, Hans Branner, Alfred Posch und Oskar Hollenstein unter dem Namen FC Bludenz 1919 gegründet.

## Männerfußball
Der Verein zählte 1920 zu den sechs Gründungsmitgliedern des Vorarlberger Fußballverbandes, er selbst trat aber erst 1934 in die Vorarlberger Liga ein und spielte dort lange nur eine untergeordnete Rolle. 1946 nahm man den Namen FC Rätia Bludenz an. 1950 konnte sich der FC knapp (punktgleich) vor dem FC Hard als sechste Vorarlberger Mannschaft für die neue zweitklassige Arlbergliga qualifizieren. Fünf Saisonen lang konnte sich der FC Rätia Bludenz halten, ehe 1955 der Abstieg in die Landesliga erfolgte.
Als Vorarlberger Landesmeister kehrte der Klub 1965 in die Zweitklassigkeit zurück. In der nunmehrigen Regionalliga West konnten die Vorarlberger nicht bestehen und stiegen umgehend wieder ab. Es folgten einige Jahre als Aufzugmannschaft: 1969 kehrte der FC Rätia Bludenz wieder in die Regionalliga zurück, musste 1971 aber wieder absteigen, um 1972 erneut in die Regionalliga aufzusteigen. In der Saison 1972/73 wurde der Klub allerdings als Aufsteiger überraschend Tabellenerster und schaffte damit als erst dritter Vorarlberger Verein den Durchmarsch in die Nationalliga. Um sich in der höchsten österreichischen Liga etablieren zu können, ging der Klub unter dem Namen „FC Vorarlberg“ eine Spielgemeinschaft mit dem Regionalligisten Schwarz-Weiß Bregenz ein.
Der Erstligaklub verfügte mit Bruno Pezzey, Helmut Metzler, Erwin Fuchsbichler, Adolf Blutsch und Franz Wolny über mehrere namhafte Spieler. 13.000 Zuschauer am 26. August 1973 im zweiten Heimspiel gegen SK Rapid Wien zeugten von dem großen öffentlichen Interesse und rechtfertigten den Umzug ins Bregenzer Bodenseestadion. Die Spielgemeinschaft gewann 1973/74 jedoch nur 5 von 32 Spielen und wurde abgeschlagen Letzter. Zu den Heimspielen kamen am Ende jeweils nur mehr rund 500 Besucher. Nachdem der FC Vorarlberg in der folgenden Saison in der Zweitliga-Meisterschaft nur den 10. Platz von 14 Mannschaften belegte, entschlossen sich die Verantwortlichen dazu, die Spielgemeinschaft wieder aufzulösen. Der wieder unter seinem traditionellen Namen spielende FC Rätia Bludenz stieg aber im folgenden Jahr in die Landesliga ab, die später in Vorarlbergliga umbenannt wurde.
Ein Erfolg gelang im ÖFB-Cup 1976/77 mit dem Vordringen bis ins Achtelfinale, in dem man allerdings am 3. Mai 1977 beim Großklub FK Austria Wien, der damals als Spielgemeinschaft Austria Wien/WAC firmierte, eine herbe 0:12-Niederlage hinnehmen musste.
2011 gelang dem Verein der Aufstieg in die viertklassige Vorarlbergliga, die höchste Spielklasse Vorarlbergs. Nach acht Niederlagen in Folge zu Saisonbeginn beendete man die Saison 2011/12 noch auf dem fünften Platz. In der Saison 2012/13 erreichten die Schwarz-Weißen Platz drei.
Die Saison 2013/14 beendete die Rätia abgeschlagen mit 13 Punkten aus 26 Spielen auf dem 14. und letzten Platz der Vorarlbergliga, so dass man den Gang in die fünftklassige Landesliga antreten musste. Dort schloss man die Saison 2014/15 auf dem 8. Tabellenrang mit 38 Zählern ab. Aus der Neuausrichtung der Vereinsphilosophie mit dem Fokussieren auf die eigene Nachwuchsarbeit resultierte in der Saison 2015/16 der Abstieg in die sechstklassige 1. Landesklasse. Die erste Saison in dieser Klasse schlossen die Bludenzer 2016/17 auf dem 12. Tabellenrang ab.
Erfolge
- 1 × Meister Regionalliga West (2): 1973
- 1 × Vorarlberger Landesmeister: 1973
- 3 × Meister Vorarlbergliga (3): 1965, 1969, 1972
- 1 × Vorarlberger Cupsieger: 1977
- 1 × Vorarlberger Hallencupsieger: 1972

## Frauenfußball
Das Frauenteam stieg 2005 in die Regionalliga West auf und musste ein Jahr später in die Frauen Vorarlberg-Liga absteigen. Nach der Saison 2007/08 wurde die Mannschaft aufgelöst und die Frauensektion wechselte zum ESV Bludenz. Für die Saison 2019/20 übernahm der Verein wieder die Frauenabteilung des ESV Bludenz.

## Webauftritt
- Homepage des Vereins
- Webauftritt auf fussballoesterreich.at